# Mezquita-catedral de Córdoba
La Mezquita-Catedral de Córdoba, conocida eclesiásticamente como Catedral de Nuestra Señora de la Asunción y de forma popular como la Mezquita, es la catedral de la diócesis de Córdoba ubicada en la ciudad española de Córdoba, Andalucía.
Según las fuentes islámicas, antes de la conquista musulmana de la península ibérica, en este lugar se encontraba la basílica de San Vicente, mientras que las excavaciones indican la existencia de un complejo episcopal erigido en el siglo V. Los musulmanes habrían reutilizado parte de este templo cristiano hasta la llegada de Abderramán I, quien fundó el Emirato de Córdoba, y construyó la mezquita aljama al final de su vida, en 786. La mezquita fue objeto de ampliaciones durante el emirato y especialmente durante el Califato de Córdoba: el primer califa, Abderramán III, añadió un nuevo minarete en 958, mientras que su hijo al-Hakam II realizó la parte más suntuosa, el nuevo mihrab y la macsura, realizados en 971. Llegó a cubrir un área de 23 400 metros cuadrados, con lo cual quedó como la segunda mezquita más grande del mundo en superficie, sólo por detrás de la mezquita de La Meca, y sólo superada en el siglo XVI por la Mezquita Azul (1588). El muro de la quibla no fue orientado hacia La Meca, sino 51.º grados hacia el sur, práctica habitual en las mezquitas de al-Ándalus. 
En 1236, tras la conquista cristiana de la ciudad por Fernando III de Castilla, se llevó a cabo su consagración como edificio cristiano, aunque no fue convertida en catedral de la diócesis hasta la ordenación episcopal de su primer obispo, Lope de Fitero, dos años más tarde. Sin embargo, no se produjeron grandes cambios arquitectónicos hasta la construcción de la capilla mayor cruciforme, realizada entre 1523 y 1607 bajo la dirección de los arquitectos Hernán Ruiz I, Hernán Ruiz II y Juan de Ochoa.
Actualmente el conjunto constituye el monumento más importante de Córdoba y del arte hispanomusulmán, concretamente el arte emiral y califal. Declarada como Bien de interés cultural y Patrimonio Cultural de la Humanidad desde 1984. Integrado dentro del centro histórico de la ciudad, desde 1994 se incluyó por el público entre los 12 Tesoros de España en 2007 y fue premiada como el mejor sitio de interés turístico de Europa y sexto del mundo según un concurso de TripAdvisor. En 2024 alcanzó su récord histórico de visitantes con 2,18 millones de personas, uno de los monumentos más visitados de España.

## Denominación
Aunque el edificio funciona exclusivamente como templo cristiano, el nombre usado por el cabildo catedralicio y por el ayuntamiento de la ciudad es «Mezquita-Catedral de Córdoba». Esta anteposición de la palabra mezquita se debe a que es con mucho, el nombre más conocido del edificio, que suele ser mencionado como «Mezquita de Córdoba» o, especialmente para los cordobeses, sencillamente «La Mezquita». Además en otros idiomas también es conocida por la palabra española «Mezquita» sin traducir.
A nivel más técnico, está inscrita en el registro de la propiedad como «Santa Iglesia Catedral de Córdoba». Debido a que en época islámica era la mezquita más grande de la ciudad (y la segunda del mundo) también es conocida como «Mezquita Aljama de Córdoba» o «Gran Mezquita de Córdoba», en la que la expresión mezquita aljama se refiere a la función de mezquita principal que servía como punto de reunión de la ciudad andalusí.

##### Nuevas excavaciones

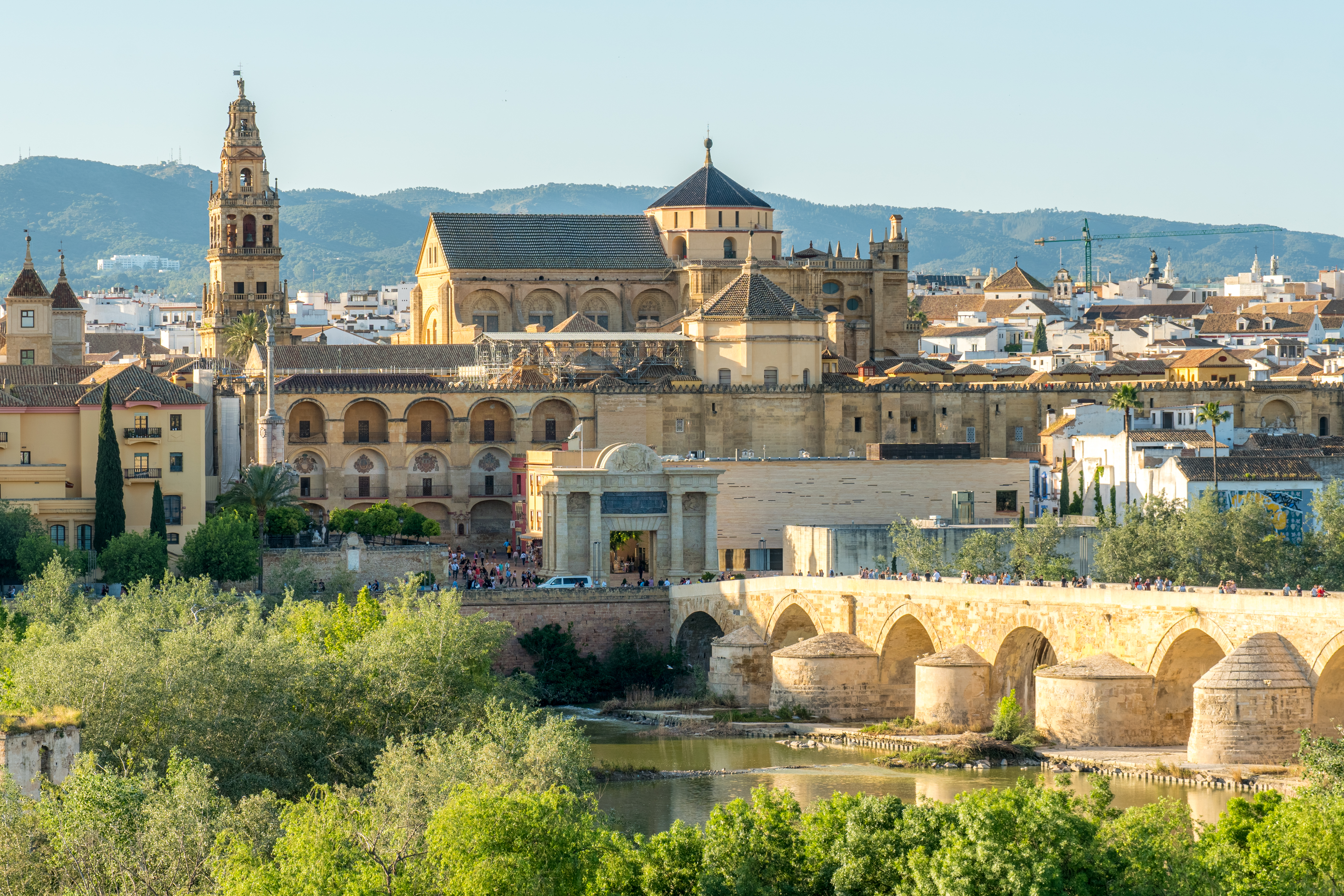
La Mezquita forma parte del centro histórico de Córdoba, declarado Patrimonio de la Humanidad

### Mezquita fundacional de Abderramán I

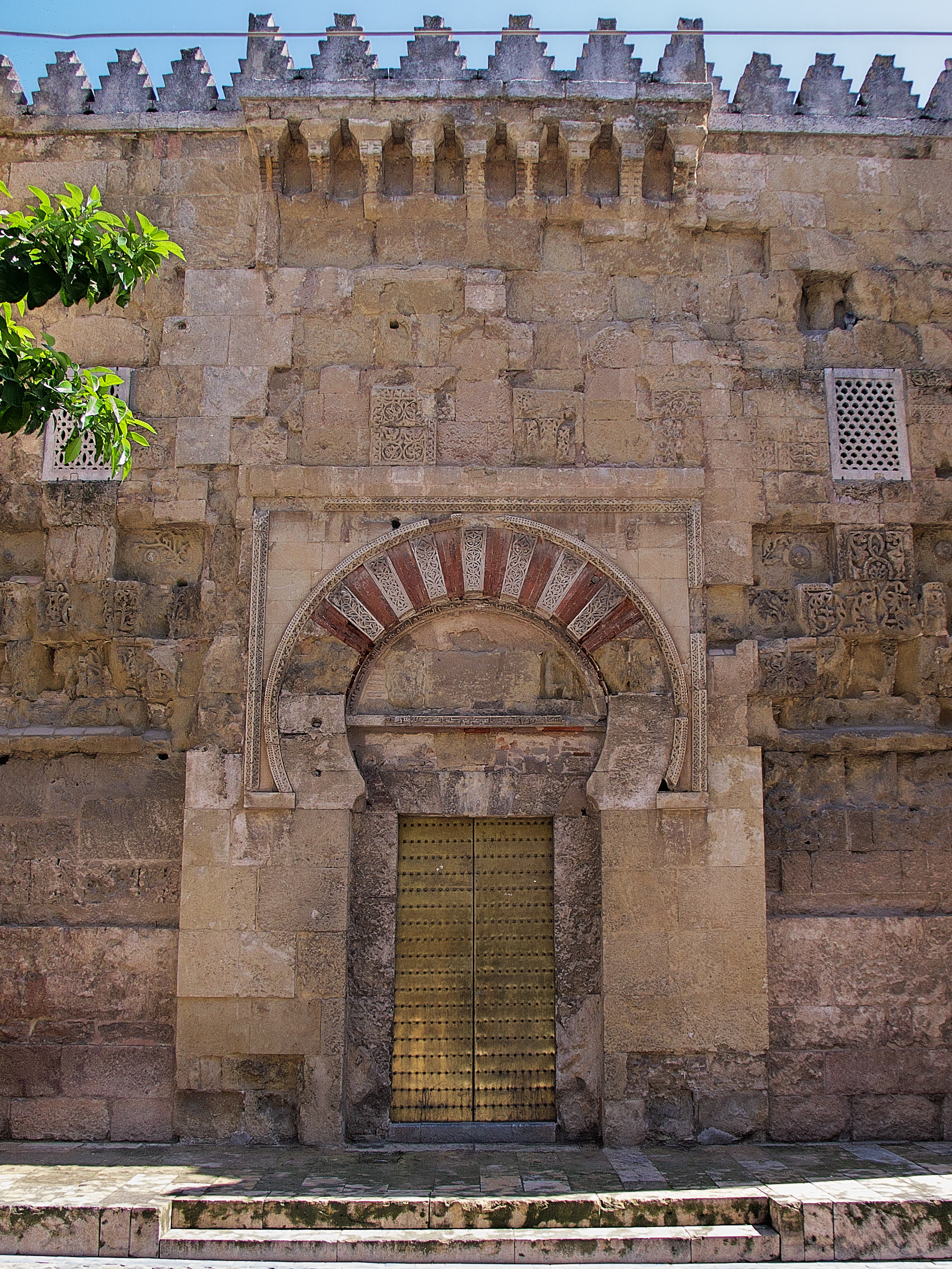
La puerta de San Esteban, la más antigua del edificio, fue construida como puerta occidental de la primera mezquita

### Ampliación de Alhakén II

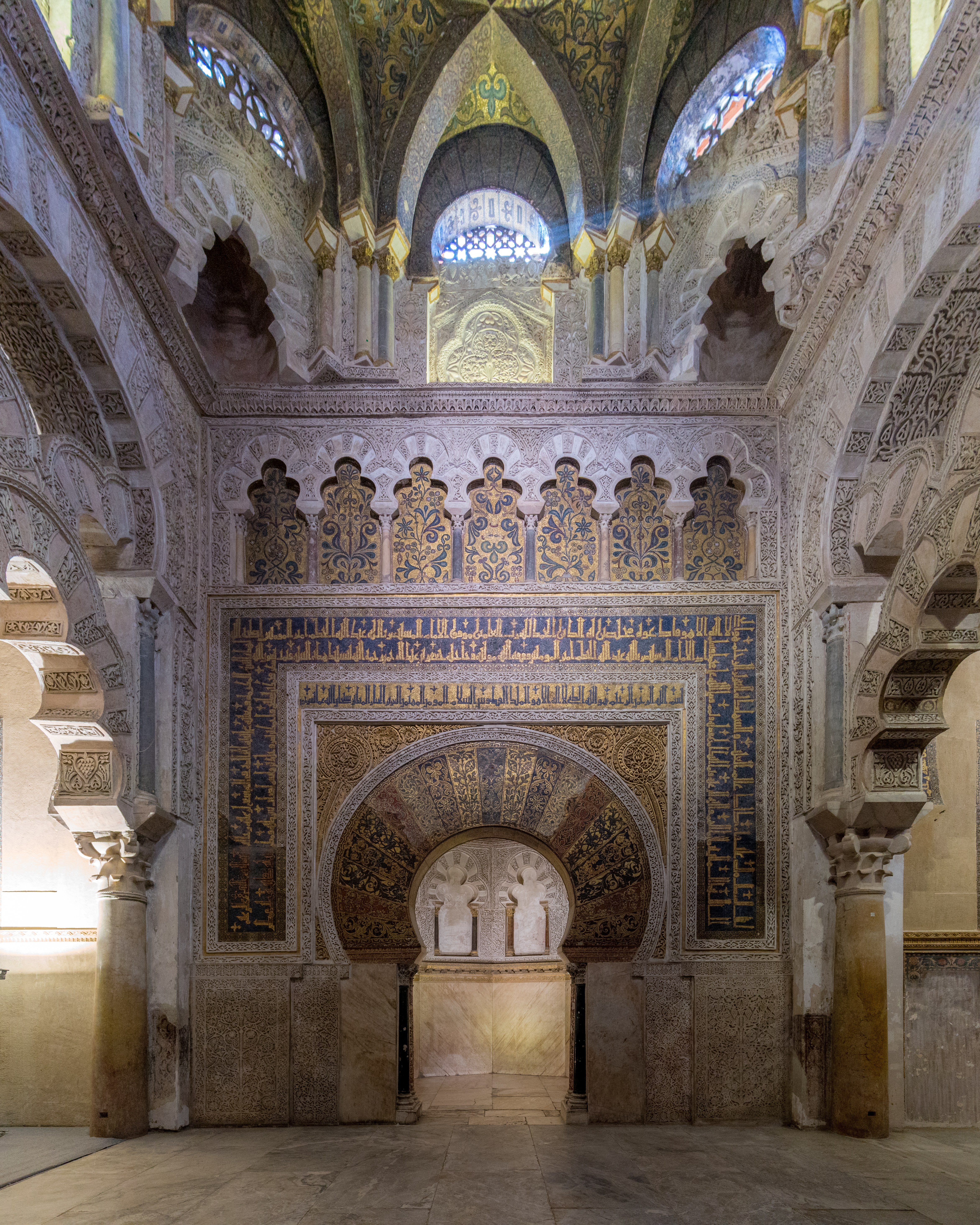
Mihrab

### Ampliación de Almanzor

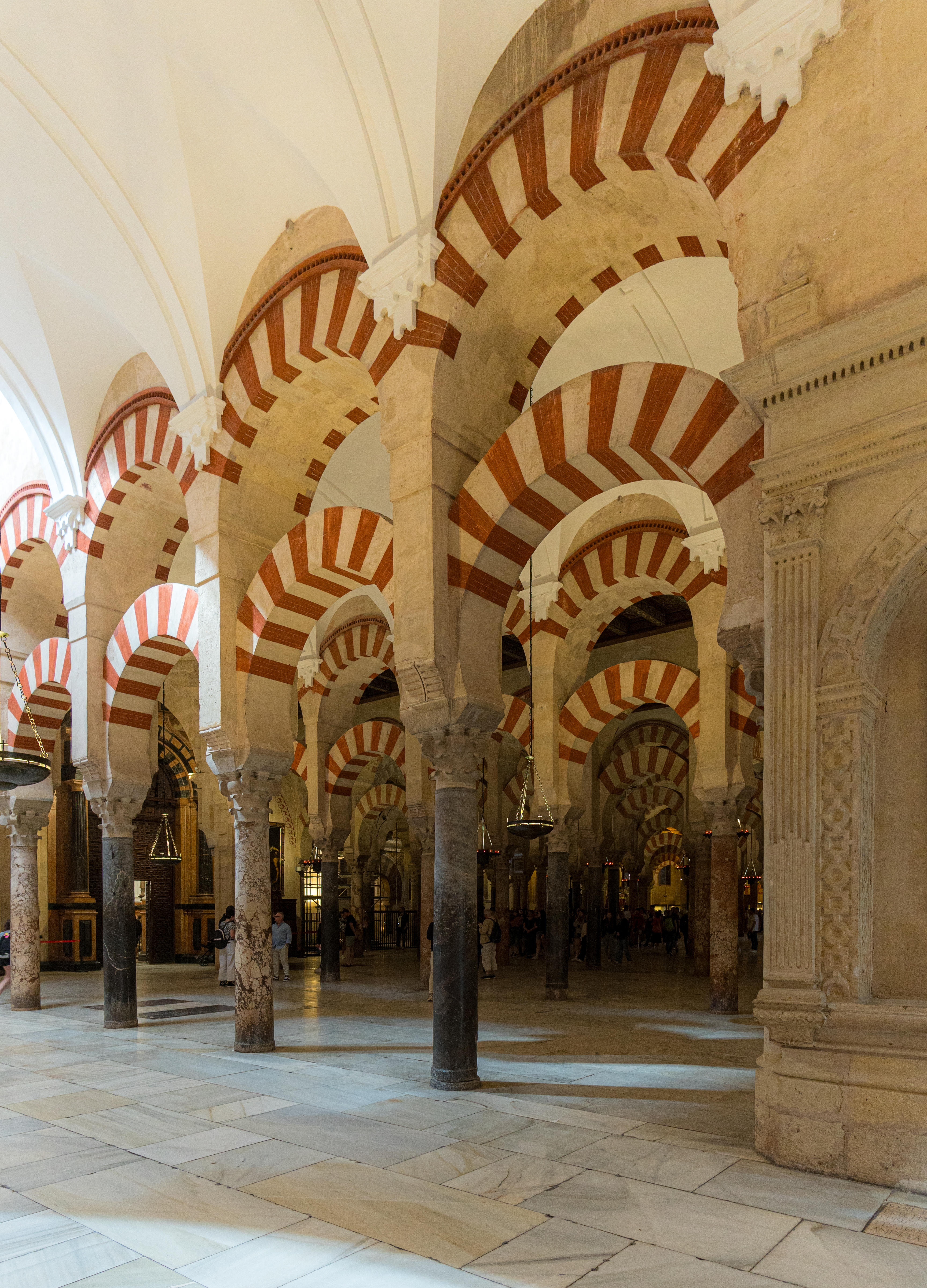
Doble arquería de la ampliación.

### Conversión en catedral (siglos -)

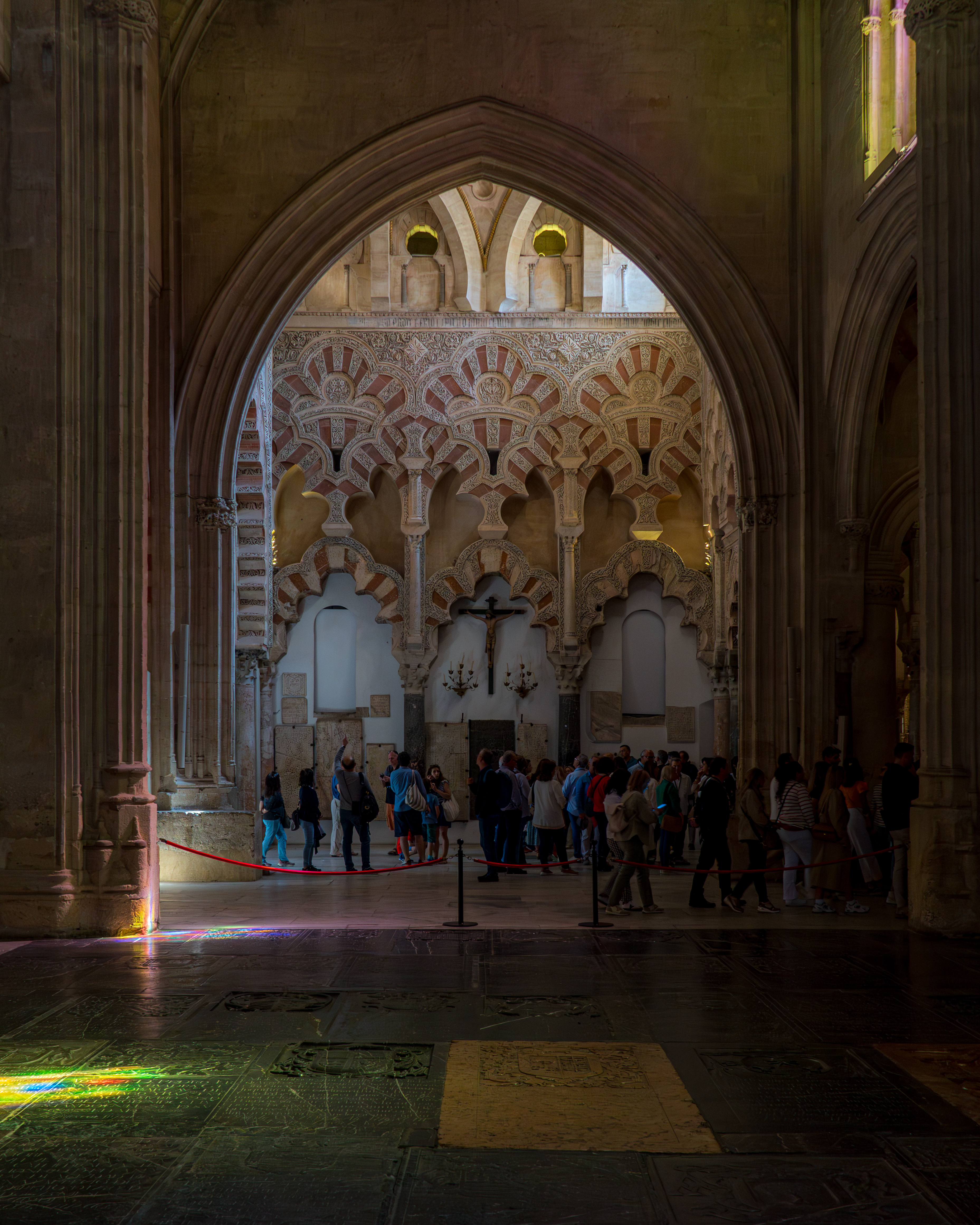
Aspecto actual de la capilla de Villaviciosa, antigua capilla Mayor, que fue la primera intervención cristiana en el edificio

### Grandes alteraciones (siglos -)

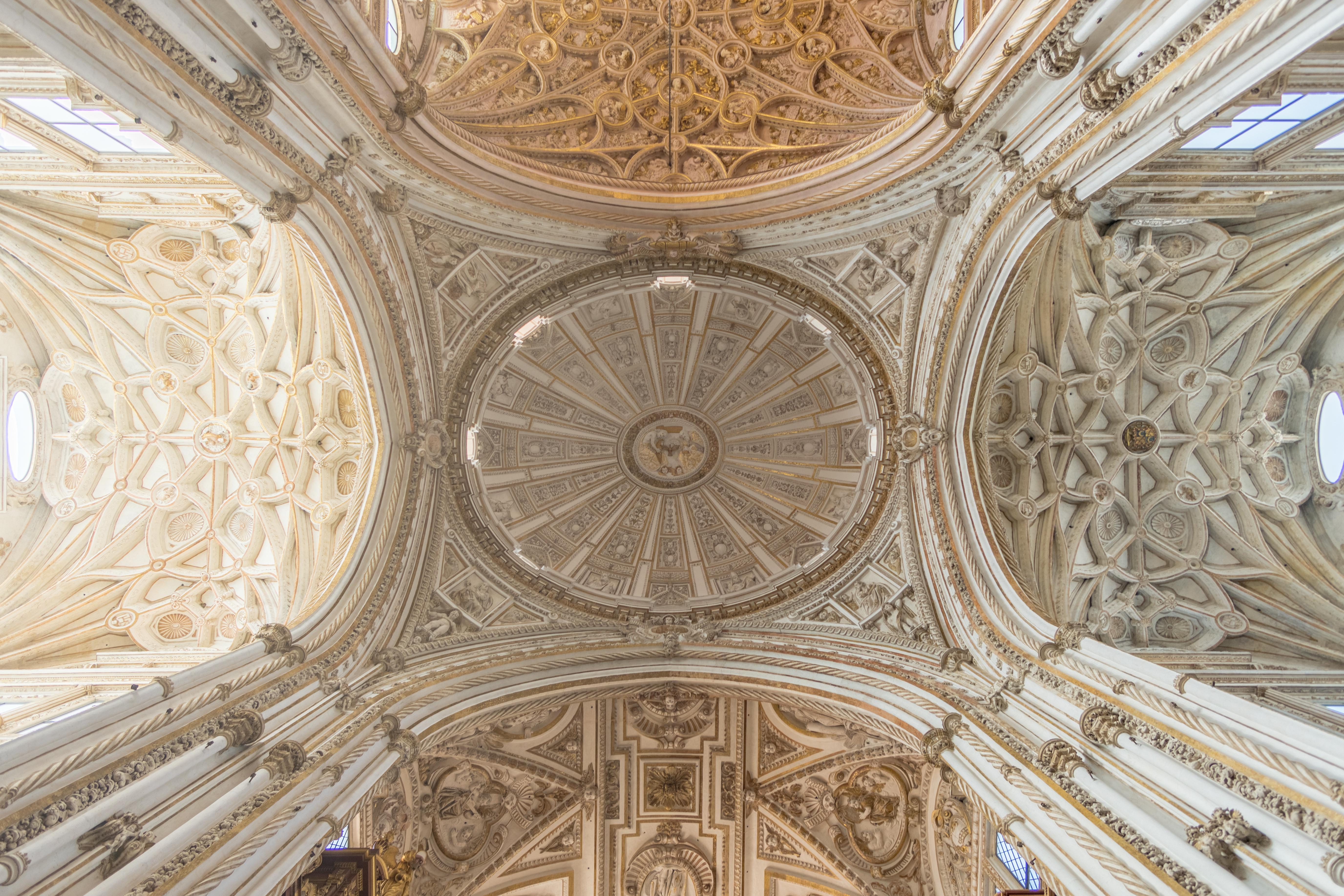
Crucero de la Catedral de Córdoba.

La nave cristiana se eleva por encima de la cubierta original.

## Historia

### Substrato